# Ороско, Паскуаль
Паскуаль Ороско Васкес (исп. Pascual Orozco Vazquez, 28 января 1882, Сан-Исидоро — 30 августа 1915, Эль-Пасо) — мексиканский военный и политический лидер периода революции 1910—1917 годов.

## Биография
После нескольких лет начального образования Ороско некоторое время работал в лавке своего отца, затем стал погонщиком мулов, перевозивших серебряную руду из копей в город. Став владельцем собственной связки мулов, Ороско превратился в достаточно обеспеченного человека — к началу революции он обладал капиталом в 100 тысяч песо.
Население его родного штата Чиуауа было политически активным и было настроено против действующего президента Порфирио Диаса. Отец Ороско помогал оппозиционной Мексиканской Либеральной партии. 19 ноября 1910 года Паскуаль присоединился к революционному движению Франсиско Мадеро. 27 ноября он нанёс поражение федеральным войскам в Чиуауа, ставшее первой серьёзной победой повстанцев. 10 мая отряды Паскуаля Ороско взяли Сьюдад-Хуарес. После победы революционных сил и прихода к власти Мадеро Ороско ожидал, что он будет назначен военным министром или губернатором Чиуауа. Однако он получил лишь должность начальника сельской полиции штата. 19 января 1912 года Ороско подал прошение об отставке, которое не было удовлетворено Мадеро. В феврале он участвовал в подавлении восстания в Сьюдад-Хуаресе, после чего повторно попросил об отставке, которая в этот раз была принята.
3 марта 1912 года Паскуаль Ороско объявил о восстании против Мадеро из-за невыполнения последним обещаний, касавшихся земельной реформы. В начале кампании силы Ороско одержали несколько побед (Первое сражение при Рельяно), в том числе над отрядами Панчо Вильи. Однако в мае началось наступление федеральной армии под командованием генерала Викториано Уэрты, и ороскисты были разбиты во втором сражении при Рельяно и сражении при Бачимбе. В августе повстанцы потеряли Сьюдад-Хуарес, и Ороско перешёл к партизанским действиям.
В феврале 1913 года ситуация резко изменилась — в результате восстания в Мехико власть перешла в руки генерала Уэрты, а Мадеро был убит. Став новым президентом, Уэрта столкнулся с сопротивлением в северных штатах — восстанием так называемых конституционалистов. Поэтому он попытался заручиться поддержкой основных военных лидеров. Ему удалось договориться с Ороско, потребовавшим определённых финансовых условий и гарантий земельной реформы. Ороско был назначен бригадным генералом федеральной армии. Уэрта также планировал использовать его в переговорах о мире с Эмилиано Сапатой. Отец Ороско был отправлен в ставку Сапаты, но по приказу последнего арестован и расстрелян.
Ороско вступил в кампанию против конституционалистов в мае 1913 года, направившись в Чиуауа. Он одержал несколько побед, к тому времени когда в его рядах произошёл раскол: Ороско поссорился с одним из своих командиров — Сальвадором Меркадо. Отсутствие единства в правительственных войсках сделало возможным успешное контрнаступление войск Панчо Вильи, которое началось в ноябре 1913 года после взятия Сьюдад-Хуареса и победы в сражении у Тьерра-Бланка. К январю 1914 года вильисты уже контролировали весь Чиуауа. Силы Ороско были рассеяны, ему самому удалось избежать пленения, грозившего расстрелом. В апреле Ороско попытался организовать новое наступление, но в августе Уэрта сложил с себя президентские полномочия и удалился в Европу. Ороско всё ещё мог собрать около 4 тысяч человек, но теперь он не имел финансовой поддержки и, кроме того, больше не пользовался популярностью в народе.
Через некоторое время с предложением нового мятежа к Паскуалю Ороско обратился находящийся в ссылке Уэрта, которому германское правительство обещало финансовую помощь. В апреле 1915 года Уэрта прибыл в США, восстание было назначено на 28 июня. Он и Ороско договорились встретиться на территории США недалеко от Эль-Пасо. Однако при встрече они были арестованы, следившими за Уэртой американскими властями. Обоим заговорщикам было предъявлено обвинение в нарушении нейтралитета США. 3 июля Ороско сбежал из-под домашнего ареста. 30 августа он и четыре его спутника были застрелены сводным отрядом, состоявшим из федеральных маршалов, техасских рейнджеров и солдат США.